# Eichberg (Wölzer Tauern)
Der Eichberg (auch Aichberg) ist ein 1436 m ü. A. hoher Gipfel der Murberge im Oberen Murtal, Steiermark.

## Lage und Landschaft
Der Eichberg liegt zwischen dem Katschtal bei Althofen und dem Wölzertal bei Oberwölz und Winklern, zwei nördlichen Nebentälern der oberen Mur. Er ist ein nordwestlicher Ausläufer der Pleschaitz (1797 m ü. A.), die sich  direkt an der Mur erhebt. Von ihr ist der Eichberg durch das Hinterburger Tal, das von Katsch-Oberdorf nach Mainhardsdorf führt, getrennt. Noch nordwestlich schließt an der Einsattelung Mühltratte (1080 m ü. A.) über Peterdorf, der niedrige Kammersberg (1114 m ü. A.) an, der schon zum Murparalleltal gehört.
An der Südwestflanke liegen die Ortschaften Eichberg und Gallberg, die Gehöfte der Nordostflanke gehören zu Hinterburg.

## Geologie
Der Berg besteht aus Schwarzglimmerschiefer (Kohlenstoffglimmerschiefer), der zur Niedere-Tauern-Hauptmasse gehört. Dieser bildet die Basis der Mulde des Murauer Paläozoikums, das nicht zum Mittelostalpin der Tauern, sondern zum Oberostalpin gehört, und die Hauptmasse der Murauer Berge bildet (Gurktaler Decke). Der Gipfelstock des Eichbergs ist ein paläozoischer Kalk, der zur schon oberostalpinen Gruppe des Murauer Kalks dieser Decke gezählt wird, und als Kalkschutt in die Hinterburg hinunterzieht. Die Südabdachung ist ebenfalls oberostalpiner Pleschaitzkalk. Der nördliche Talfuß besteht aus Wölzer Konglomerat, der in das Tertiär gehört, und ein voreiszeitliches Flusstal darstellt.